# Улица Генерала Лизюкова
У́лица Генера́ла Лизюко́ва — улица в Коминтерновском районе Воронежа. Названа в честь Героя Советского Союза генерал-майора Александра Ильича Лизюкова. Протяжённость около 3 км.

## Почтовые индексы
| Номера домов                                | Индекс |
| ------------------------------------------- | ------ |
| Нечётные с 3 по 63, а также 42, 44, 46 и 69 | 394053 |
| Чётные с 2 по 40                            | 394077 |
| Чётные с 50 по 80 и нечётные с 65 по 105    | 394088 |

## Достопримечательности
- На улице Генерала Лизюкова поставлен памятник котёнку — герою мультфильма «Котёнок с улицы Лизюкова»[2][3], которого придумал воронежский писатель Виталий Маркович Злотников[4]. По мнению краеведа В. И. Кононова, котёнок Вася, скорее всего, третий в мире мультипликационный герой, которому поставили памятник[5].
- На улице также находится памятник «Воронеж — родина ВДВ».

## История
Улица построена на месте лётного поля старого аэродрома. Старое здание аэровокзала находилось на улице Хользунова и было снесено в 2010 году.

## Перекрёстки
Улицу Генерала Лизюкова пересекают:
- Московский проспект
- улица маршала Жукова
- улица 60-й армии
- улица 60 лет ВЛКСМ
- улица Владимира Невского
- улица Антонова-Овсеенко